# Commissaire-priseur
 (5 avril 2024).
Le commissaire-priseur est nommé par l'autorité publique. Agissant comme mandataire du propriétaire ou de son représentant, il propose et adjuge un bien au mieux-disant des enchérisseurs à l'issue d'un procédé de mise en concurrence ouvert au public et transparent appelé : vente aux enchères.
Sa double compétence en droit et en histoire de l'art en fait l'acteur incontournable de l’expertise et de la vente aux enchères en France. Le commissaire-priseur exerce son métier dans un marché régulé par le Conseil des Maisons de Ventes. Depuis 1er juillet 2022 il a la charge d'estimer et de vendre des biens corporels et incorporels apportés volontairement par ses clients. 
Travaillant de pair avec le notaire, il est l'intercesseur privilégié en matière fiscale et dresse un inventaire successoral. Seul le volet judiciaire de la vente aux enchères, à savoir la saisie-vente et la vente forcée, relève du commissaire de justice.

## Historique
La première vente aux enchères publique connue remonte à 146 av. J.-C., les Romains y dispersèrent, sous la présidence du consul Lucius Mummius, les trésors pillés dans les cités grecques. En l'an 7, face à l'engouement pour ce type de vente, un édit de l'empereur Auguste institue une taxe de 1 % sur les ventes de mobilier et d'objets et de 4 % sur les ventes d'esclaves. Les ventes sont alors désignées sous le nom d'auctiones et sont dirigées par un auctionator (terme repris par les anglo-saxons) ou magister (dont la contraction donnera maître). La publicité des ventes est assurée par voie écrite ou orale, avec les crieurs (præcones) qui parcourent la ville. La rémunération des auctionatores est garantie par une taxe de 1 % sur les adjudications. Ils exercent ainsi conjointement les métiers de banquier et de prêteur sur gage. Mais la chute de l'Empire aura raison de cette pratique.
Il faut attendre 1254 et une ordonnance de Saint Louis, pour voir réapparaître à Paris des « sergents à verge et à cheval » qui exercent diverses fonctions dont les ventes forcées ou judiciaires. Les ventes volontaires appartiennent elles aux fripiers. Mais c’est Henri II de France, en 1556, qui instituera la profession que l’on connaît aujourd’hui et lui accordera son statut d’officier ministériel par l’obligation faite aux fripiers d’acquérir une charge auprès du Grand chambellan de France. En 1641, Louis XIV porta le nombre d’huissiers-priseurs parisiens à 120. En 1699, paraît le premier catalogue de vente illustré, représentant 290 tableaux et estampes.
Le terme de commissaire-priseur apparait pour la première fois en 1713 et son statut ne sera pas modifié jusqu'à la Révolution. Les commissaires-priseurs commencent aussi, au cours du XVIIIe siècle, à s'entourer d'experts, notamment en tableaux et estampes. Les plus célèbres sont Mariette, Basan ou Gersaint (dont l'enseigne sera réalisée par Watteau). La Révolution mettra fin à la fonction en 1790 et 1793, laissant la profession sans aucune règlementation.
Face au vide juridique créé par les Révolutionnaires dans ce domaine, le 27 ventôse de l'an IX (18 mars 1801), le Premier Consul Bonaparte autorise l'exercice de 80 commissaires-priseurs à Paris. L'ordonnance du 28 avril 1816 rétablira la fonction en province. Face au succès des ventes aux enchères, les commerçants s'insurgent contre cette concurrence qu'ils jugent déloyale et demandent que la distinction soit établie entre les biens neufs et les biens d'occasion. Une loi de 1841 établira cette distinction et en posera une seconde entre les ventes judiciaires et les ventes volontaires. Paris est alors la capitale mondiale du marché de l'art et les plus grandes collections y sont vendues.
Il faut attendre 1928 pour qu'une femme, Maître Renée Godinot, accède à la fonction en France et 1977 avant qu'une autre, Maître Pescheteau, ne tape une vente à Paris.
La Première Guerre mondiale, la crise de 1929 et l'établissement du droit de suite affaibliront énormément le marché français au profit de Londres et New York. L'Occupation et ses nombreuses taxes contribueront à cet affaiblissement et la loi du 2 novembre 1945, redéfinissant la profession et créant la chambre nationale et les chambres départementales, ne permettra pas à Paris de reprendre sa place.
Le statut de commissaire-priseur restera une spécificité française et un gage de sécurité jusqu’à la réforme du 10 juillet 2000 qui en réduira l’impact en posant une distinction entre les commissaires-priseurs judiciaires et les commissaires-priseurs habilités. Cette réforme ayant pour but d’harmoniser les statuts de la profession en Europe et d’ouvrir le marché français à la concurrence internationale.
Une seconde phase de libéralisation est établie à la suite de la proposition de loi déposée en février 2008 par les sénateurs Philippe Marini et Yann Gaillard qui, après discussion, a abouti à la loi no 2011-850 du 20 juillet 2011 de libéralisation des ventes volontaires de meubles aux enchères publiques. Cette loi remplace la notion de « société de ventes volontaires » par celle d’« opérateur de ventes volontaires », de sorte qu'une personne physique ou une société constituée sous n'importe quelle forme pourra exercer cette activité. Le conseil des ventes volontaires de meubles aux enchères publiques ne délivre plus d'agrément, mais les opérateurs doivent toujours déclarer leur activité auprès de lui. Les obligations de formation et de garantie financière sont maintenues.
Le 20 janvier 2014, le Conseil des ventes, organisme disciplinaire, condamne la société Europ Auction et deux de ses commissaires priseurs à une interdiction d'exercer allant jusqu'à 9 mois pour une série de manquements et d'infractions (enchères fictives, publication de faux résultats, non-paiement des vendeurs…) révélateurs des difficultés de la profession à assurer la transparence de ses activités. Cette décision a été intégralement confirmée par la Cour d'appel de Paris dans une décision du 28 mai 2014 (RG 14/02036).

## Organisation actuelle en France

### Le commissaire-priseur judiciaire
Le commissaire-priseur judiciaire est un officier ministériel nommé par arrêté du garde des Sceaux et titulaire d’une charge, c'est-à-dire qu'il bénéficie du droit de présentation, issu de l'article 91 de la loi sur les finances du 28 avril 1816, dont la constitutionnalité sera examinée par le Conseil constitutionnel lors de son audience du 12 novembre 2014.
Le 3 novembre 2014 a été rendu public un rapport de Richard Ferrand, député, intitulé Professions réglementées : pour une nouvelle jeunesse. Ce rapport explique par exemple :
« Ainsi, supprimer le droit de présentation au bénéfice d'un concours, c'est préférer à la sécurité dynastique issue de 1816 l'égalité républicaine du XXIe siècle, conformément à l'article 6 de la Déclaration des droits de l'homme et des citoyens qui dispose : « Tous les Citoyens étant égaux à ses yeux sont également admissibles à toutes dignités, places et emplois publics, selon leur capacité, et sans autre distinction que celle de leurs vertus et de leurs talents. »
« Accéder à la nomination aux offices par voie de concours :
La mission propose d'harmoniser les conditions de nomination aux postes et offices disponibles « sur le marché » (création, vacance ou en cours de cession). Cette nomination, prononcée par arrêté du Garde des Sceaux, interviendrait à la suite de la réussite d'un concours. »
« La suppression du droit de présentation restaurera l'équité et l'égalité d'accès démocratique proclamées par l'article 6 de la Déclaration des droits de l'homme et du citoyen. »
Le commissaire-priseur judiciaire est compétent pour organiser et réaliser les ventes publiques aux enchères prescrites par la loi ou par décision de justice. Son domaine d’intervention est vaste, allant de la procédure collective (redressement et liquidation judiciaires), aux saisies-ventes, successions, tutelles, crédits municipaux, etc.
On compte 437 commissaires-priseurs judiciaires en France, réunis au sein de la Chambre nationale des commissaires-priseurs judiciaires (CNCPJ). Un commissaire-priseur judiciaire peut aussi exercer comme opérateur de ventes volontaires.

### Le commissaire-priseur habilité aux ventes volontaires
En France, autrefois monopole des commissaires-priseurs judiciaires, les ventes volontaires aux enchères publiques de meubles sont désormais réalisées par des personnes physiques ou des sociétés commerciales déclarées auprès du Conseil des ventes : les opérateurs de ventes volontaires (OVV).
Tout OVV doit compter parmi ses membres une personne ayant les qualifications requises à cet effet ou titulaires d’un titre, d’un diplôme ou d’une habilitation reconnus comme étant équivalents. Cette personne est appelée commissaire-priseur habilité.
Dans une vente volontaire, c’est le propriétaire du bien meuble qui mandate l’OVV pour la vente. Le prix du meuble est estimé par l’OVV (expert, commissaire-priseur, clerc, etc.) au-dessus de la réserve éventuellement fixée par le vendeur.
La vente volontaire ne peut concerner que des biens meubles : objets d’art, antiquités, véhicules automobiles ou agricoles, électroménager, livres, matériels industriels, etc. Elle peut être réalisée en salle de ventes ou directement sur place (pour du matériel industriel, agricole ou BTP par exemple). Pour les ventes importantes, une salle est généralement louée pour recevoir le public (dans le cadre de fermeture d'usines par exemple). On parle alors de ventes sur désignation car le matériel n'est pas physiquement sur le lieu de vente. Les ventes sont également réalisées sur Internet directement, soit en liaison avec la salle (on parle alors de vente en webcast) soit directement sur un site web.
L’OVV est rémunéré par le prélèvement d’un pourcentage (entre 5 % et 15 %) du prix d’adjudication sur les vendeurs et en imputant des frais supplémentaires aux acheteurs, appelés frais d'adjudication (entre 10 % et 25 %). Les parties peuvent également convenir d'honoraires fixes, permettant de couvrir les frais d'inventaire, de marketing, etc.
En janvier 2011, on comptait 584 commissaires-priseurs habilités agréés par le Conseil des ventes.

### Spécificités de la profession en France relativement aux autres pays
- En France : la profession de commissaire-priseur au sein d'un opérateur de ventes volontaires est accessible aux titulaires d’un diplôme national en droit et d’un diplôme national en histoire de l’art, arts appliqués, arts plastiques ou archéologie : une licence de droit, et une licence en histoire de l'art. Le candidat doit ensuite satisfaire à l’examen d’accès au stage (admissibilité écrite puis admission orale) avant d’effectuer deux années de stage. Enfin, pour prétendre au titre de commissaire-priseur judiciaire, cette formation doit être complétée par l’examen d’aptitude à la profession de commissaire-priseur judiciaire[10]. Par ailleurs, un examen d'aptitude peut être présenté par les clercs justifiant d'une pratique professionnelle d’au moins sept ans dans une (ou plusieurs) étude de commissaire-priseur judiciaire ou auprès d'un opérateur de ventes volontaires.

- En Allemagne : on retrouve ici la même distinction entre les ventes volontaires incombant aux Versteigerer et les ventes judiciaires confiées aux öffentliche bestellte Versteigerer. Ces derniers n'ont cependant pas le statut d'officiers publics.
- Au Danemark : l'auction leader, s'il est soumis à nomination par le Ministre de la Justice, n'est pas un officier public. Il dispose d'un monopole territorialement restreint pour la direction des ventes, mais pas pour la prisée.
- Au Royaume-Uni : la profession d'Auctioneer n'est soumis à aucune autre règlementation que celle d'en exercer effectivement la fonction.
- En Irlande : l'auctioneer n'a qu'à obtenir une autorisation de procéder à la vente aux enchères.
- Aux Pays-Bas : veilinghouder
- En Suède[11] : il existe un service public de recouvrement forcé (Kronofogdemyndigheten) chargé de la vente des biens saisis. La vente volontaire aux enchères échoit aux Auktionsverken.

Il n'existe pas d'équivalent dans les autres pays de l'Union européenne, la charge appartient alors aux notaires et/ou aux huissiers ou relève simplement de la liberté du commerce.

## Quelques grands noms de la profession

### Autriche
- Dorotheum

### Allemagne
• Hampel (Munich)

### France
- Ader (Paris)
- Aguttes (Paris)
- Artcurial (Paris)
- Drouot (Paris)
- Piasa (Paris)

### Royaume-Uni
- Christie's
- Sotheby's

## Le commissaire de justice
L'ordonnance 2016-728 du 2 juin 2016 crée la profession de commissaire de justice, résultant du rapprochement entre les huissiers de justice et les commissaires-priseurs judiciaires. La création de cette nouvelle profession doit s'opérer en trois étapes :
- Étape 1 : janvier 2019 : création de la Chambre nationale des commissaires de justice qui remplacera la Chambre nationale des huissiers de justice et la Chambre nationale des commissaires-priseurs judiciaires.
- Étape 2 : juillet 2022 : « naissance » des premiers commissaires de justice.
- Étape 3 : juillet 2026 : les officiers ministériels n’ayant pas suivi la formation spécifique de commissaire de justice ne pourront plus exercer.